# قائمة البلجيكيين الحاصلين على جائزة نوبل

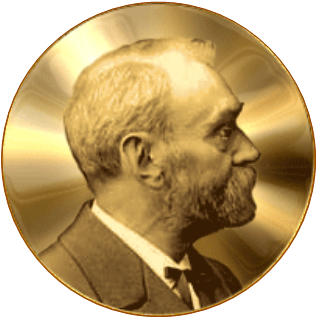
شعار جائزة نوبل.

فاز العديد من البلجيكيين بجوائز نوبل. وفيما يلي قائمة كاملة عن الحائزين على جائزة نوبل:

## القائمة
| السنة | الحائز على جائزة            | المجال                    | سنة الميلاد والوفاة                 |
| ----- | --------------------------- | ------------------------- | ----------------------------------- |
| 2013  | فرنسوا انغليرت              | الفيزياء                  | 1932–                               |
| 1977  | إيليا بريغوجين              | الكيمياء                  | 1917–2003                           |
| 1974  | ألبير كلود وكريستيان دو دوف | علم وظائف الأعضاء أو الطب | 1898–1983 (كلود) 1917–2013 (دو دوف) |
| 1958  | دومينيك بير                 | السلام                    | 1910–1969                           |
| 1938  | كورناي هايمانس              | علم وظائف الأعضاء أو الطب | 1892–1968                           |
| 1919  | جول بورديه                  | علم وظائف الأعضاء أو الطب | 1870–1961                           |
| 1913  | هنري لافونتين               | السلام                    | 1943-1854                           |
| 1911  | موريس ماترلينك              | الأدب                     | 1949-1862                           |
| 1909  | أوجست ماري فرنسوا برناريت   | السلام                    | 2003-1911                           |
| 1904  | معهد القانون الدولي         | السلام                    | تأسس عام 1873                       |